# گمینا اولشنگتسا (استان اشوی‌داشکسیه)
گمینا اولشنگتسا (استان اشوی‌داشکسیه) (به لهستانی:  Gmina Oleśnica) یک گمینا در لهستان است که در شهرستان ستاشوف واقع شده‌است. گمینا اولشنگتسا ۵۳٫۳۸ کیلومتر مربع مساحت و ۳٬۸۹۱ نفر جمعیت دارد.